# Ruch (Gironde)
Ruch (okzitanisch Ruish) ist eine französische Gemeinde mit 544 Einwohnern (Stand: 1. Januar 2022) im Département Gironde in der Region Nouvelle-Aquitaine. Sie gehört zum Arrondissement Langon und zum Kanton Le Réolais et Les Bastides. Die Einwohner werden Ruchelais genannt.

## Geographie
Ruch liegt etwa 43 Kilometer ostsüdöstlich von Bordeaux. Umgeben wird Ruch von den Nachbargemeinden Bossugan und Pujols im Norden, Doulezon im Norden und Nordosten, Saint-Antoine-du-Queyret im Osten, Mauriac im Süden, Blasimon im Südwesten sowie Mérignas im Westen.

## Bevölkerungsentwicklung
| Jahr                       | 1962 | 1968 | 1975 | 1982 | 1990 | 1999 | 2006 | 2017 |
| -------------------------- | ---- | ---- | ---- | ---- | ---- | ---- | ---- | ---- |
| Einwohner                  | 572  | 588  | 507  | 523  | 509  | 504  | 507  | 600  |
| Quellen: cassini und INSEE |      |      |      |      |      |      |      |      |

## Sehenswürdigkeiten
- Kirche Saint-Étienne aus dem 12. Jahrhundert
- Schloss Vaure, Monument historique seit 1996
- Rathaus mit dem Turm Ausone, früheres Benediktinerpriorat aus dem 15. Jahrhundert

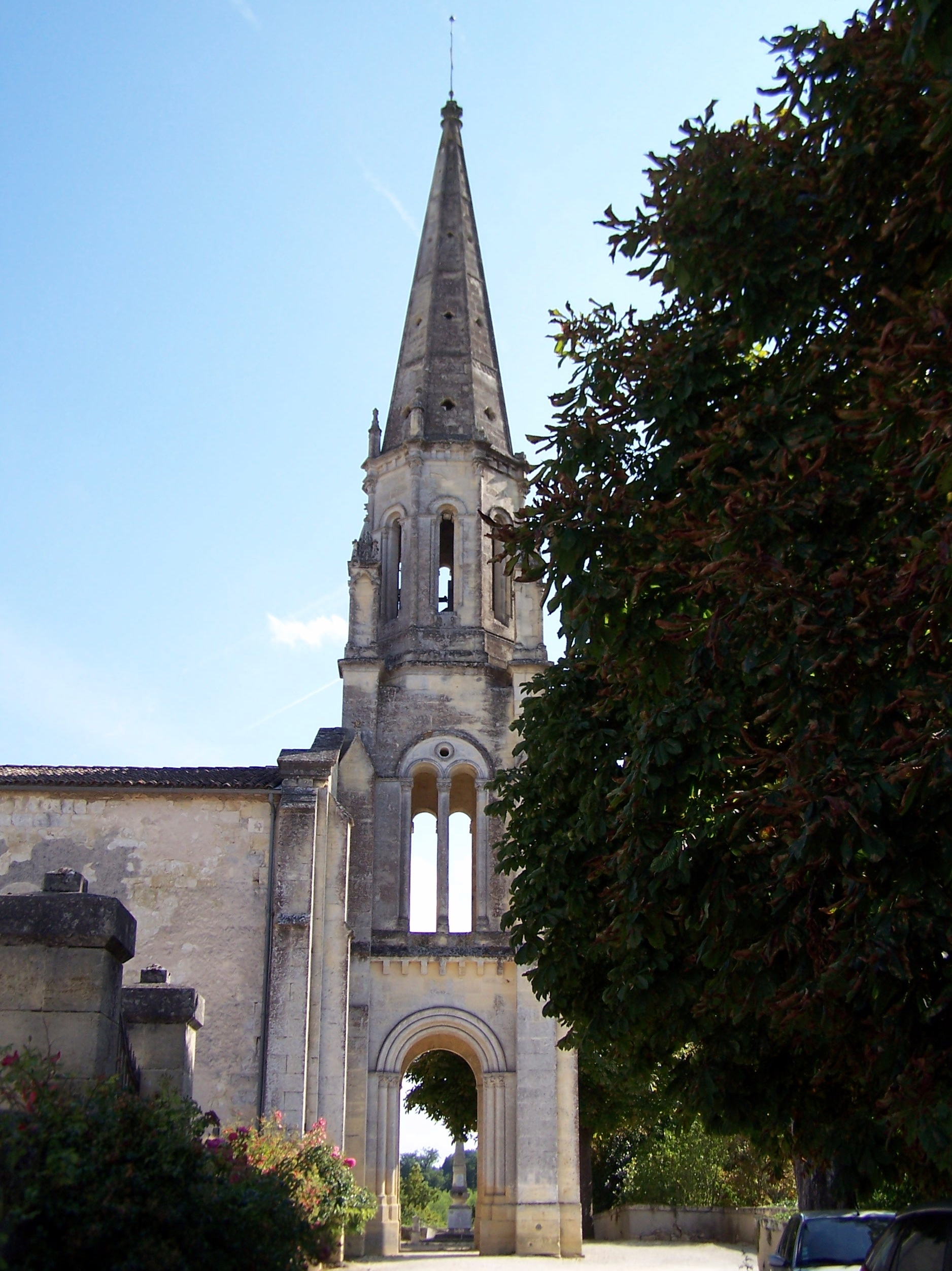
Kirche Saint-Étienne
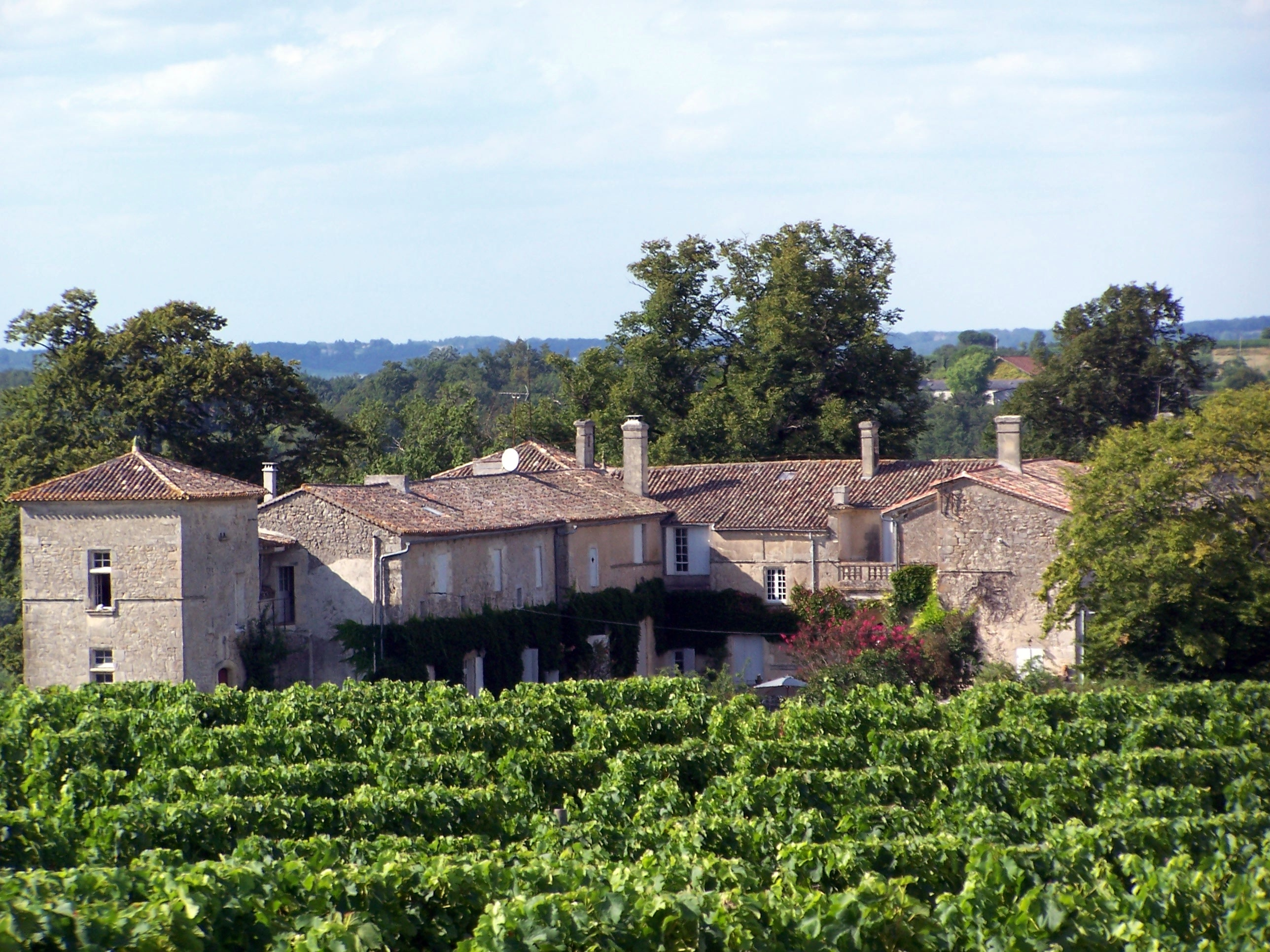
Schloss Vaure